# Karl Mündnich
Karl Rudolf Mündnich (* 28. Januar 1908 in Dunkelthal, Bezirk Trautenau (Königreich Böhmen); † 19. April 1993 in Münster) war ein deutscher HNO-Arzt und Hochschullehrer.

## Leben
Karl Mündnich legte 1927 in Trautenau das Abitur ab und absolvierte danach ein Medizinstudium an der Deutschen Karl-Ferdinands-Universität in Prag, das er 1933 mit dem Staatsexamen beendete. In Prag wurde er 1933 zum Dr. med. promoviert. Nachdem er sich 1939 bei Karl Amersbach, dem Vorstand der Oto-rhinologischen Klinik und des Laryngolischen Instituts der Deutschen Universität in Prag, habilitiert hatte, wirkte er dort als Privatdozent. Im Sommer 1939 folgte er Amersbach an die Medizinische Akademie Düsseldorf, wo er unter seinem Lehrer als Oberarzt an der dortigen HNO-Klinik bis März 1940 wirkte. Zum 28. März 1939 war er der SS beigetreten (SS-Nummer 351.335).
Während des Zweiten Weltkrieges war er als Truppenarzt bei der Leibstandarte SS Adolf Hitler eingesetzt, wo er zum 9. November 1943 als SS-Obersturmbannführer seinen höchsten Rang erreichte. Vom 16. bis zum 18. Mai 1944 besuchte er die Heilanstalten Hohenlychen. Er war 1944 an die HNO-Universitätsklinik der Universität Königsberg kommandiert worden. In diesem Jahr erschien auch seine Publikation über Schußverletzungen des Ohres und der seitlichen Schädelbasis.
Nach Kriegsende praktizierte Mündnich zunächst als niedergelassener Arzt in Steyr. Nachdem Alexander Herrmann von der Universität Mainz an die Universität München gewechselt war, übernahm er 1952/53 vertretungsweise die Leitung der Universitätsklinik Mainz. Danach wirkte er in München unter Hermann als Oberarzt. Dort wurde 1956 zum außerplanmäßigen Professor ernannt. Von 1960 bis 1962 war er Chefarzt der HNO-Klinik am Städtischen Krankenhaus in Ludwigshafen.
Er folgte 1962 Helmut Loebell auf den Lehrstuhl für HNO-Heilkunde an die Universität Münster und als Direktor der HNO-Klinik nach, wo er bis zu seiner Emeritierung 1976 als ordentlicher Professor für Hals-, Nasen- und Ohrenkrankheiten wirkte. Darüber hinaus war er 1965/66 Präsident der Vereinigung westdeutscher HNO-Ärzte und 1970/71 in gleicher Funktion bei der Deutschen Gesellschaft für Hals-Nasen-Ohren-Heilkunde, Kopf- und Hals-Chirurgie.
Mündnichs Verdienste liegen im Ausbau der HNO-Klinik in Münster. Sein Forschungsschwerpunkt war die operative Therapie im Bereich der HNO-Heilkunde, insbesondere im Bereich der Rehabilitations- und Tumor-Chirurgie. Er war Autor zahlreicher Fachveröffentlichungen und verfilmte seine Operationsverfahren.
Durch eine ehemalige Mitarbeiterin wurde er 1990 angezeigt, da er medizinische Versuche an Kriegsgefangenen vorgenommen haben soll. Durch die Zentrale Stelle der Landesjustizverwaltungen zur Aufklärung nationalsozialistischer Verbrechen ermittelte schließlich die Staatsanwaltschaft Dortmund gegen Mündnich. Das Ermittlungsverfahren wurde nach seinem Tod eingestellt, auch weil sich keine Anhaltspunkte für etwaige begangene Verbrechen ergeben hatten.

## Ehrungen
- Verschiedene Ehrenmitgliedschaften von Fachgesellschaften, darunter in Südamerika
- 1971: Ehrenmitgliedschaft der Deutschen Gesellschaft für HNO-Heilkunde und Kopf- und Halschirurgie
- 1971: Ehrenmitgliedschaft der Österreichischen Otolaryngologischen Gesellschaft
- Ehrenmitgliedschaft der Société Française d’Otolaryngologie et chir. univers. maxillofacial (Paris)

## Schriften
- Die Schußverletzungen des Ohres und der seitlichen Schädelbasis. G. Thieme, Leipzig 1944.
- mit Kurt-Walter Frey:  Das Röntgenschichtbild des Ohres / The Tomogram of the ear. Thieme, Stuttgart 1959 (= Archiv und Atlas der normalen und pathologischen Anatomie in typischen Röntgenbildern. Band 83).
- mit Ante Sercer: Plastische Operationen an der Nase und an der Ohrmuschel. Thieme, Stuttgart 1962 (Beigefügtes Werk: R. Schmelcher: Rechtsfragen bei plastischen Gesichtsoperationen.)
- Die Bedeutung der Prager Universität und der Länder Böhmen und Mähren für die Entwicklung der Hals-Nasen-Ohrenheilkunde: mit besonderer Würdigung der Persönlichkeit Emanuel Zaufals. Verl.-Haus Sudetenland, München 1991 (= Sudetendeutsche Akademie der Wissenschaften und Künste. Naturwissenschaftliche Klasse: Abhandlung).